# The Navigator Company

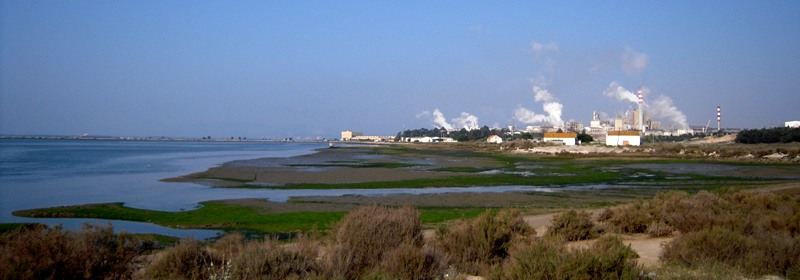
Fábrica do grupo em Setúbal

A The Navigator Company (ex-Grupo Portucel Soporcel) dedica-se ao fabrico e comercialização de papel em Portugal. 
É dono de uma grande área florestal e é mundialmente conhecido pelo seu produto para impressoras Navigator. É um grupo empresarial que se dedica ao fabrico de papel, sendo totalmente autónomo (Madeira, pasta e papel). Tem a capacidade de produzir mais de um milhão de toneladas de matéria prima (pasta) e posteriormente papel por ano. 80,84% da empresa pertence ao conglomerado português Semapa.

## Introdução
A The Navigator Company é, desde fevereiro de 2016 , a nova marca herdeira do património do ex-grupo Portucel Soporcel, prosseguindo na missão de transformar, de forma inovadora e sustentável, a floresta em produtos e serviços que contribuam para o bem-estar das pessoas .
Com uma posição de relevo no mercado internacional da pasta e do papel, a The Navigator Company desempenha um papel estruturante para a economia nacional, com um modelo de negócio vertical, de investigação aplicada, floresta, pasta de celulose, energia renovável, papel e tissue .
Terceira maior exportadora em Portugal , é a empresa que gera o maior Valor Acrescentado Nacional. Os seus produtos são obtidos essencialmente a partir de matérias-primas e recursos nacionais, adquiridos a mais de 5 500 fornecedores  de todos os setores do tecido económico nacional.
A companhia representa aproximadamente 1% do PIB nacional, 2,4% das exportações de bens nacionais e é o maior exportador de carga contentorizada em Portugal, com 6% do total .
A The Navigator Company é um importante motor do desenvolvimento das regiões onde está inserida e do País no seu todo. Segundo um estudo realizado pela consultora KPMG em 2015, por cada euro gasto nas unidades fabris da companhia são gerados 3 euros na economia nacional , sendo que a atividade da empresa gera mais de 31 mil postos de trabalho diretos, indiretos e induzidos a nível nacional . A companhia é responsável, atualmente, por cerca de 3200 postos de trabalhos diretos .

## História
As primeiras décadas do século XX marcam o início da investigação levada a cabo pelo Estado português que potenciou o estudo das espécies florestais em Portugal, na perspetiva da sua industrialização . O sucesso industrial no setor da pasta e do papel em Portugal só viria a ganhar forma nos anos 50, quando, pela primeira vez no mundo, na fábrica da companhia Portuguesa de Celulose, em Cacia, se começa a produzir pasta de eucalipto através do inovador processo kraft. Na liderança desse projeto, em 1957, estava Manuel Santos Mendonça .
Das 100 000 toneladas de pasta produzida em 1960 , Portugal passou para 1 500 000 toneladas na viragem para o século XXI  , destacando-se a Portucel, empresa pública formada aquando da nacionalização da indústria de celulose em 1975. Em 2001 a companhia adquiriu a fábrica da Soporcel, na Figueira da Foz .
Empenhado em recuperar o controlo da indústria que o avô projetou meio século antes em Cacia, o empresário Pedro Queiroz Pereira criou o grupo Semapa no início dos anos 90 para concorrer às reprivatizações anunciadas pelo Estado .
Em 2004, adquire a maioria do capital (67,10%) da Portucel Soporcel . A entrada de capital privado motivou grandes investimentos na atualização tecnológica e ambiental nas unidades industriais do Grupo. Em 2009, com a entrada em funcionamento da fábrica de papel About The Future (ATF) em Setúbal, a Portucel Soporcel posicionou-se como o maior produtor de papéis finos não revestidos (UWF) da Europa .
Uma liderança que hoje existe sob a marca corporativa The Navigator Company, grupo que congrega um conjunto de empresas com uma história de mais de 60 anos no setor da pasta e do papel.

## Cronologia
1953 – Início de atividade da Companhia Portuguesa de Celulose em Cacia, com a produção de pasta crua de pinho, num projeto liderado por Manuel Santos Mendonça 
1957 – Arranque da produção de pasta branqueada a partir de eucalipto pelo processo kraft em Cacia, um projeto pioneiro a nível mundial História</ref> 
1972 – Início da comercialização de papel produzido a partir de pasta de Eucalyptus globulus na Europa 
1976 – Constituição da Portucel – Empresa de Celulose e Papel de Portugal EP, empresa resultante do processo de nacionalização da indústria de celulose 
1984 – Início da atividade da Soporcel – Sociedade Portuguesa de Papel S.A., com o arranque da fábrica de pasta da Figueira da Foz 
1993 – Constituição da Portucel – Empresa de Celulose e Papel de Portugal SGPS, S.A., holding que passa a controlar o conjunto de empresas que integram o 
Grupo Portucel 
1995 – Primeira fase de privatização de 44,3% do capital da Portucel Industrial (Cacia e Setúbal) 
2001 – A Portucel adquire a totalidade do capital da Soporcel, dando origem ao maior produtor de papéis finos não revestidos da Europa .
2004 – A Semapa torna-se no principal acionista do Grupo Portucel, com 67,10% do capital , e Pedro Queiroz Pereira, neto de Manuel Santos Mendonça, torna-se presidente do Conselho de Administração da Portucel Soporcel
2009 – Constituição da Portucel Moçambique, atualmente o maior projeto florestal integrado de produção de pasta de papel e energia em África 
2016 – Em fevereiro, o Grupo Portucel Soporcel muda de nome para The Navigator Company 
2018 – Morte de Pedro Queiroz Pereira, principal acionista da The Navigator Company. A sua sucessão ficou assegurada com a criação de um fundo privado e fechado, repartido pelas três filhas – Filipa, Mafalda e Lua  

## Áreas de Negócio
A The Navigator Company representa uma cadeia industrial e integrada, baseada em recursos naturais, nomeadamente o Eucalyptus globulus, matéria-prima superior para a produção de pasta e papel.
Com um volume de negócios anual de cerca de 1 600 milhões de euros, a companhia tem consolidada a sua posição de líder europeu na produção de papéis finos de impressão e escrita não revestidos (UWF) e sexta a nível mundial. É também o maior produtor europeu, e um dos maiores a nível mundial, de pasta branqueada de eucalipto BEKP - Bleached Eucalyptus Kraft Pulp.

### Pasta
As pastas produzidas pela The Navigator Company estão vocacionadas para o fabrico de papéis nos segmentos de impressão e escrita, decor, tissue e papéis especiais.
A pasta de celulose de Eucalyptus globulus apresenta estabilidade dimensional (produz um papel que expande menos quando em contacto com humidade ou quando impregnado numa resina), permeabilidade e resistência mecânica (resistência às solicitações impostas pelas máquinas de impressão)  que a diferem no mercado. Esta pasta tem aplicações na indústria do automóvel, da alimentação, do mobiliário, da medicina, entre outros .

### Papel
A madeira de Eucalyptus globulus possui fibras que permitem a produção de vários tipos de papel, conferindo-lhes várias características: brancura, opacidade, rigidez, volume específico e runnability (capacidade de impressão sem quebras em máquinas de alta velocidade).
No portefólio de produtos da empresa, a marca Navigator é líder mundial em papéis de escritório de qualidade premium , enquanto a Soporset é líder na Europa nas vendas de papel premium para impressão offset  .

### Papel Tissue
A The Navigator Company diversificou a sua atividade para a área do tissue, tendo adquirido em 2015 a fábrica AMS BR Star S.A., em Vila Velha de Ródão . Em 2018 deu início às operações na fábrica de papel tissue em Cacia , tornando a The Navigator Company no segundo player ibérico neste segmento.
Com a Tissue Cacia, o Grupo duplicou a sua capacidade de produção de papel para uso doméstico, transformando papel tissue em produtos finais .

### Energia renovável
A The Navigator Company é o maior produtor nacional de energia elétrica “verde” a partir da biomassa e sub-produtos de madeira, representando 52% do total da produção nacional proveniente desta fonte renovável . A companhia investiu cerca de 200 milhões de euros em projetos relacionados com energia e dispõe atualmente de uma capacidade instalada de 2,5 TWh/ano de energia elétrica .
As unidades fabris do Grupo dispõem de centrais de biomassa (cogeração, termoelétricas) que asseguram 69% de energia primária de origem renovável. A utilização desta energia renovável permite evitar anualmente emissões de 460 000 toneladas de CO2 .
No Complexo Industrial de Setúbal entrou em funcionamento, em junho de 2016, a maior central fotovoltaica instalada em ambiente industrial em Portugal, com 8 800 painéis solares. Esta unidade é capaz de gerar energia (2,2 MW) para alimentar 850 casas durante um ano .

## Floresta
A The Navigator Company gere cerca de 112.000 hectares de espaço florestal (74% de eucalipto), totalmente certificados pelos sistemas internacionais FSC (Forest Stewardship Council) e PEFC (Programme for the Endorsement of Forest Certification) . Estas áreas são desenvolvidas sob um código de gestão florestal sustentável, incluindo zonas de preservação e conservação da biodiversidade.
No âmbito da valorização da gestão florestal, a companhia promove práticas sustentáveis e apoia a certificação junto dos produtores florestais , quer com formação, quer com a atribuição de um bónus à madeira certificada.
A The Navigator Company é proprietária dos Viveiros Aliança, onde são produzidas mais de 100 espécies florestais, ornamentais e arbustivas. Estas instalações apresentam uma capacidade anual de produção de cerca de 12 milhões de plantas certificadas, das quais 6 milhões de eucaliptos clonais .
A companhia é líder mundial no melhoramento genético do Eucalyptus globulus .
No campo da investigação e desenvolvimento florestal, a companhia colabora em diversos projetos com universidades nacionais e internacionais através do RAIZ, o Instituto de Investigação da Floresta e do Papel .
A The Navigator Company participa na prevenção e apoio no combate aos incêndios florestais através da Afocelca, investindo anualmente cerca de 3,4 milhões de euros neste domínio  .

## Unidades Industriais
A The Navigator Company possui quatro complexos industriais – Cacia, Figueira da Foz, Setúbal e Vila Velha de Rodão. Estas unidades têm uma capacidade anual de produção de 1,6 milhões de toneladas (tAD – toneladas air dry) de pasta BEKP, 1,6 milhões de toneladas de papel UWF, 130 000 toneladas de papel tissue (bobinas) e 120 000 toneladas de papel tissue produto acabado (converting)  .

### Complexo de Aveiro
O complexo fabril da The Navigator Company em Cacia tem como principais atividades a produção de pasta e energia, passando também a produzir papel tissue (bobinas e converting) com o arranque da nova fábrica tissue em 2018.
A fábrica de Cacia é a mais antiga unidade industrial de pasta a laborar em Portugal, desde 1953, tendo produzido pela primeira vez, a nível mundial, pasta de papel a partir de eucalipto pelo processo kraft, em 1957 . O complexo tem uma capacidade de produção de 350 000 t de pasta para mercado e 60 000 t de papel tissue .

### Complexo da Figueira da Foz
Inaugurada em 1984, a fábrica de pasta da Figueira da Foz desenvolveu o seu parque industrial com o arranque de uma fábrica de papel em 1991 . Desde 2000, com a instalação da segunda fábrica de papel, a produção de pasta (650 000 t) na Navigator Pulp Figueira é totalmente integrada no fabrico de papel (790 000 t), nomeadamente papéis finos não revestidos (UWF) . Foi nesta fábrica que nasceu o papel Navigator, líder mundial de papéis de escritório premium  .

### Complexo de Setúbal
O complexo industrial da The Navigator Company em Setúbal, onde a empresa tem a sua sede, começou a laborar em 1964 com uma capacidade de produção de pasta de 100 000 t/ano, valor que é atualmente mais de cinco vezes superior .
A produção de papel (775 000 t/ano) é realizada em duas fábricas, a primeira foi adquirida à Papéis Inapa em 2000 e a segunda é resultado de um dos principais investimentos do Grupo em 2009: a fábrica About the Future – ATF, que posicionou a The Navigator Company como líder europeu na produção de papéis finos de impressão e escrita não revestidos (UWF)  .

### Complexo de Vila Velha de Ródão
O complexo fabril de Vila Velha de Ródão iniciou a sua atividade em 2009, tendo sido adquirido pela The Navigator Company em 2015 . A principal matéria-prima do complexo, a pasta de papel, é transportada através de um pipeline a partir de uma fábrica vizinha.
Esta unidade fabril tem como principal atividade a produção de papel tissue para uso doméstico e industrial, com uma capacidade de fabricação anual de 70 000 t de papel tissue (bobinas) e 65 000 t de converting .

## Produtos/Marcas
A The Navigator Company desenvolve marcas próprias, que hoje representam mais de 62% do total das vendas de produtos transformados .
O portefólio da The Navigator Company integra marcas de papel de escritório e marcas para a indústria gráfica, mas também papéis para uso doméstico e embalagem.
Os produtos da companhia possuem os selos de certificação internacional FSC® e PEFCTM, aos quais se juntou, a partir de 2010, o Rótulo Ecológico Europeu – Ecolabel  .
- Navigator
- Navigator Eco-Logical
- Navigator PrePrint
- Explorer
- Pioneer
- Inacopia
- Discovery
- MultiOffice
- Target
- Soporset
- Inaset
- Amoos (tissue)
- Sacos papel (embalagem)

## Alcance Internacional
A The Navigator Company distribui 95% da sua produção por cerca de 130 países nos cinco continentes, com destaque para a Europa, África, Médio Oriente e América do Norte. A companhia possui cerca de duas dezenas de delegações de vendas em 16 países 
No âmbito da sua estratégia de expansão, a The Navigator Company está a desenvolver um projeto de investimento florestal integrado em Moçambique. A companhia, através da Portucel Moçambique, tem sob gestão 356 000 hectares de floresta  .
O objetivo é a produção e exportação de estilha de madeira de eucalipto para o mercado asiático, prevendo-se a construção de uma fábrica de pasta BEKP e energia elétrica até 2030  .

## Actividade
O grupo Portucel Soporcel é líder europeu na produção de papéis finos de impressão e escrita não revestidos e um dos maiores, a nível mundial, de pasta branqueada de eucalipto. O grupo exporta quase a totalidade da produção para 118 países nos cinco continentes, com destaque para a Europa e EUA.
Com volume anual de negócios superior a 1,53 mil milhões de euros em 2013, o grupo Portucel Soporcel é o 2º maior exportador de Portugal, assegurando cerca de 3% do total de bens exportados e representando perto de 1% do PIB nacional. As exportações de papel e de pasta do grupo atingiram 1,2 mil milhões de euros em 2013.
Em 2018, a The Navigator Company atingiu os 53,2 milhões de euros em resultados líquidos. Já o volume de negócios chegou aos 284,9 milhões de euros.

## Governo da Sociedade
Cotada na Euronext Lisbon desde 1995, a The Navigator Company tem uma capitalização bolsista de cerca de 3 000 milhões de euros (no final de 2017). O acionista maioritário é a Semapa SGPS, com uma participação de 69,4%, e cerca de 29% do capital da empresa está no free float (ações destinadas à livre circulação no mercado) .
Com a morte de Pedro Queiroz Pereira, a 18 de agosto de 2018 , João Castello Branco foi designado presidente do Conselho de Administração da The Navigator Company até ao termo do mandato 2015/2018 .
Diogo Rodrigues da Silveira foi o presidente da Comissão Executiva (CEO) entre abril de 2014  e 2019. Em fevereiro de 2019, o gestor manifestou a vontade de não ser reconduzido para um novo mandato no Conselho de Administração, tendo João Castello Branco assumido as funções de CEO interino a partir de 9 de abril .

## Relação com a Comunidade
A The Navigator Company desenvolve projetos educacionais, campanhas de valorização social e iniciativas de apelo à sustentabilidade, com foco nas regiões onde se situam as suas unidades industriais e áreas florestais .
Entre os projetos de ligação às comunidades e aos parceiros, contam-se: o #MyPlanet  , que mostra hábitos de vida saudável; o Dá a Mão à Floresta,  que sensibiliza os mais novos para a necessidade de proteger e valorizar a floresta nacional; o Fórum de Sustentabilidade , plataforma de diálogo e cooperação com os stakeholders; o Dê mais Valor à sua Terra  , que promove a certificação e uma gestão sustentável da floresta junto dos produtores florestais; o Navigator Tour , programa de visitas às fábricas do Grupo; e o Navigator Art on Paper  , um prémio internacional de expressão artística representada em papel.
A The Navigator Company edita a “The Newsletter”, revista bimensal destinada a públicos internos e externos.

## Marcas de Papel

### Papel
- Navigator
- Navigator USA
- Navigator Kids
- Navigator Eco-Logica
- Discovery
- Discovery USA
- Explorer
- Explorer Recycled
- Pioneer (Targeting Women)
- Inacópia
- Multioffice
- Target

### Papel Offset
- Soporset
- Soporset USA
- Inaset
- Iberset
- Target Plus
- Pioneer Pre-Print

## Ligações Externas
- Grupo Portucel Soporcel